# Haemaphysalis moschisuga
Haemaphysalis moschisuga este o specie de căpușe din genul Haemaphysalis, familia Ixodidae, descrisă de H. T. Teng în anul 1980. Conform Catalogue of Life specia Haemaphysalis moschisuga nu are subspecii cunoscute.